# Boxe nos Jogos Pan-Americanos de 2011 - Peso meio-pesado
A categoria meio-pesado do boxe nos Jogos Pan-Americanos de 2011 foi disputada entre 24 e 29 de outubro na Arena Expo Guadalajara, em Guadalajara, com seis boxeadores.

## Calendário
Horário local (UTC-6).
| Data          | Horário | Fase             |
| ------------- | ------- | ---------------- |
| 24 de outubro | 18:00   | Quartas-de-final |
| 26 de outubro | 19:00   | Semifinal        |
| 29 de outubro | 19:00   | Final            |

## Medalhistas
| Ouro   | CUB Julio La Cruz                   |
| Prata  | BRA Yamaguchi Florentino            |
| Bronze | ECU Carlos Góngora MEX Armando Pina |

## Resultados

### Chave
|  | Quartas-de-final         | Quartas-de-final         | Quartas-de-final |  |  | Semifinal                | Semifinal                | Semifinal                |    |                   | Final             | Final | Final |
|  |                          |                          |                  |  |  |                          |                          |                          |    |                   |                   |       |       |
|  |                          |                          |                  |  |  |                          |                          |                          |    |                   |                   |       |       |
|  |                          |                          |                  |  |  | ECU Carlos Góngora       | ECU Carlos Góngora       | 9                        |    |                   |                   |       |       |
|  | USA Jeffrey Spencer      | USA Jeffrey Spencer      | 2                |  |  | CUB Julio La Cruz        | CUB Julio La Cruz        | 19                       |    |                   |                   |       |       |
|  | CUB Julio La Cruz        | CUB Julio La Cruz        | 19               |  |  |                          |                          |                          |    | CUB Julio La Cruz | CUB Julio La Cruz | 22    |       |
|  | BRA Yamaguchi Florentino | BRA Yamaguchi Florentino | RSC              |  |  |                          | BRA Yamaguchi Florentino | BRA Yamaguchi Florentino | 12 |                   |                   |       |       |
|  | DOM Felix Varela         | DOM Felix Varela         |                  |  |  | BRA Yamaguchi Florentino | BRA Yamaguchi Florentino | 27                       |    |                   |                   |       |       |
|  |                          |                          |                  |  |  | MEX Armando Pina         | MEX Armando Pina         | 11                       |    |                   |                   |       |       |
|  |                          |                          |                  |  |  |                          |                          |                          |    |                   |                   |       |       |
|  |                          |                          |                  |  |  |                          |                          |                          |    |                   |                   |       |       |
|  |                          |                          |                  |  |  |                          |                          |                          |    |                   |                   |       |       |